# Orde van Rurale Ontwikkeling
De Orde van Rurale Ontwikkeling van Burkina Faso wordt aan personen en organisaties verleend die zich voor de ontwikkeling van het platteland verdienstelijk maakten. Het is geen bij de wet ingestelde 'nationale orde', maar een "specifieke orde" en werd bij decreet ingesteld.
Het kleinood is een vijfpuntige witte ster op een gouden schijf. Het lint is groen.
In 2000 kregen de missionarissen van de zevendedagsadventisten de orde toegekend.